# Freiheitsfonds
Der Freiheitsfonds ist eine deutsche Initiative zur Abschaffung des Straftatbestands der Beförderungserschleichung (Der umgangssprachliche Begriff ist Schwarzfahren).
Der Fonds zahlt die Geldstrafen von Personen, die im Rahmen einer Ersatzfreiheitsstrafe wegen Beförderungserschleichung im Gefängnis sitzen, um sie zu befreien. Die Initiative hat nach eigenen Angaben 994 Geldstrafenschuldnern geholfen und dadurch 183 Jahre Gefängnis vermieden. Die Gefängnisse hätten dadurch pro ausgelöstem Tag 150 Euro und insgesamt mehr als 14 Millionen Euro Haftkosten gespart.
Der Freiheitsfonds wird durch Zuwendungen von Einzelpersonen finanziert. Gegründet wurde er im Dezember 2021 von Arne Semsrott.
Als Reaktion auf den Freiheitsfonds hat die Linksfraktion im Bundestag einen Gesetzentwurf zur Entkriminalisierung von Fahren ohne Fahrschein eingebracht. Das Bundesjustizministerium erklärte, eine Entkriminalisierung prüfen zu wollen.
Die Stadt Leipzig entkriminalisiert Schwarzfahren mit Beschluss vom 20. März 2025. Bonn entkriminalisiert Schwarzfahren Anfang 2025.
Die Stadt Halle (Sachsen-Anhalt) entkriminalisiert im Januar 2024 das Schwarzfahren.
Mit der Rheinbahn und den Kölner Verkehrs-Betrieben begannen 2023 die ersten Verkehrsunternehmen, auf Anzeigen wegen Beförderungserschleichung zu verzichten. Auch in Mainz, Wiesbaden und Potsdam wird inzwischen auf entsprechende Anzeigen verzichtet. Düsseldorf verzichtet seit Juni 2023 darauf.
Die Bremer Straßenbahn AG zeigt ebenfalls seit 2023 keine Schwarzfahrer mehr an.